# Maria Alessandra Gallone
Maria Alessandra Gallone (nascida em 2 de setembro de 1966) é uma política italiana. A senadora Gallone concluiu o seu primeiro mandato em 2013, e teve um segundo mandato iniciado em 2018. A senadora trabalhou estritamente com o prefeito de Bergamo entre 1999 e 2004. Ela também serviu no conselho municipal por 20 anos.